# Orquesta Filarmónica de Nueva York

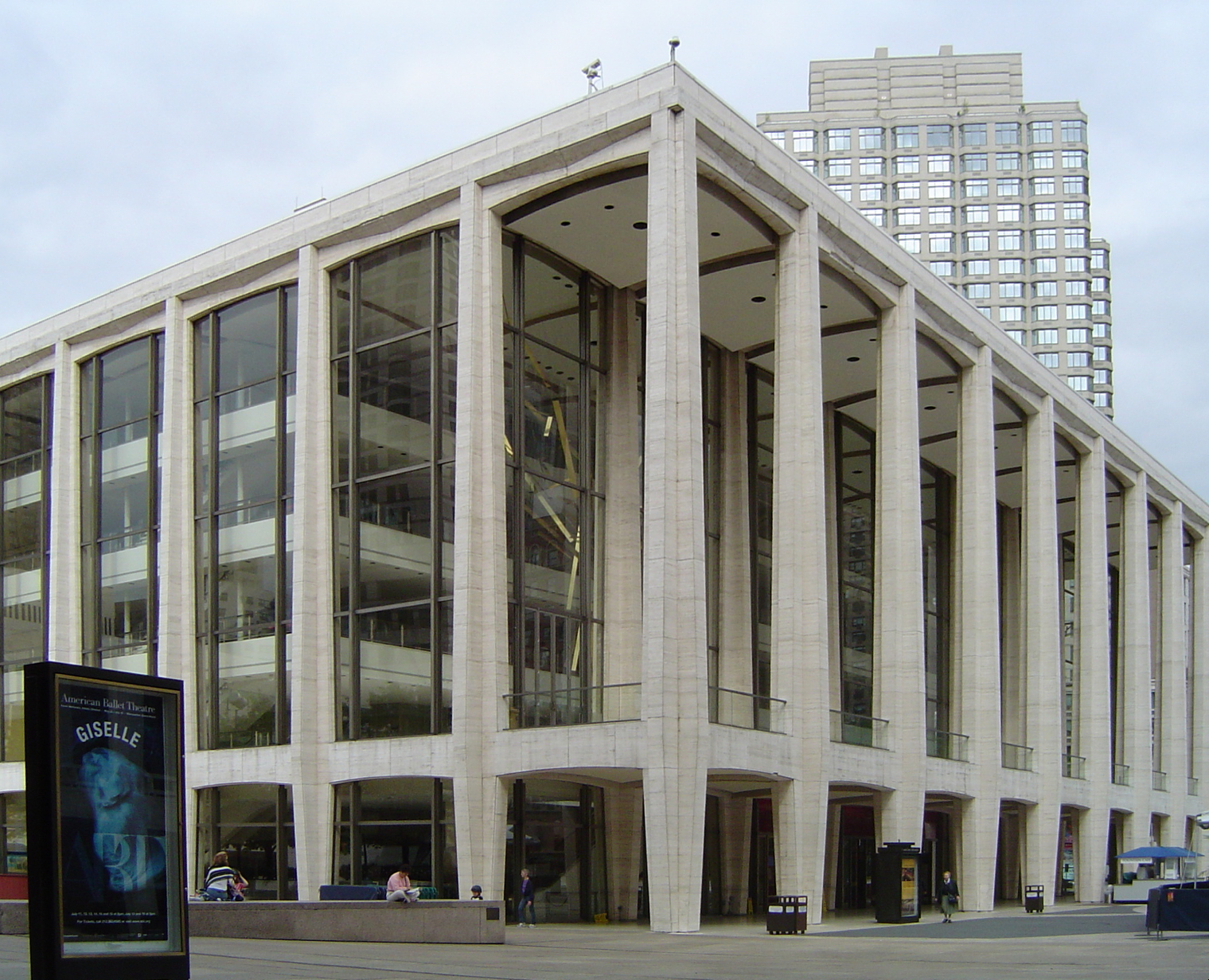
El David Geffen Hall en el Lincoln Center, en Nueva York, donde la Filarmónica de Nueva York da sus conciertos.

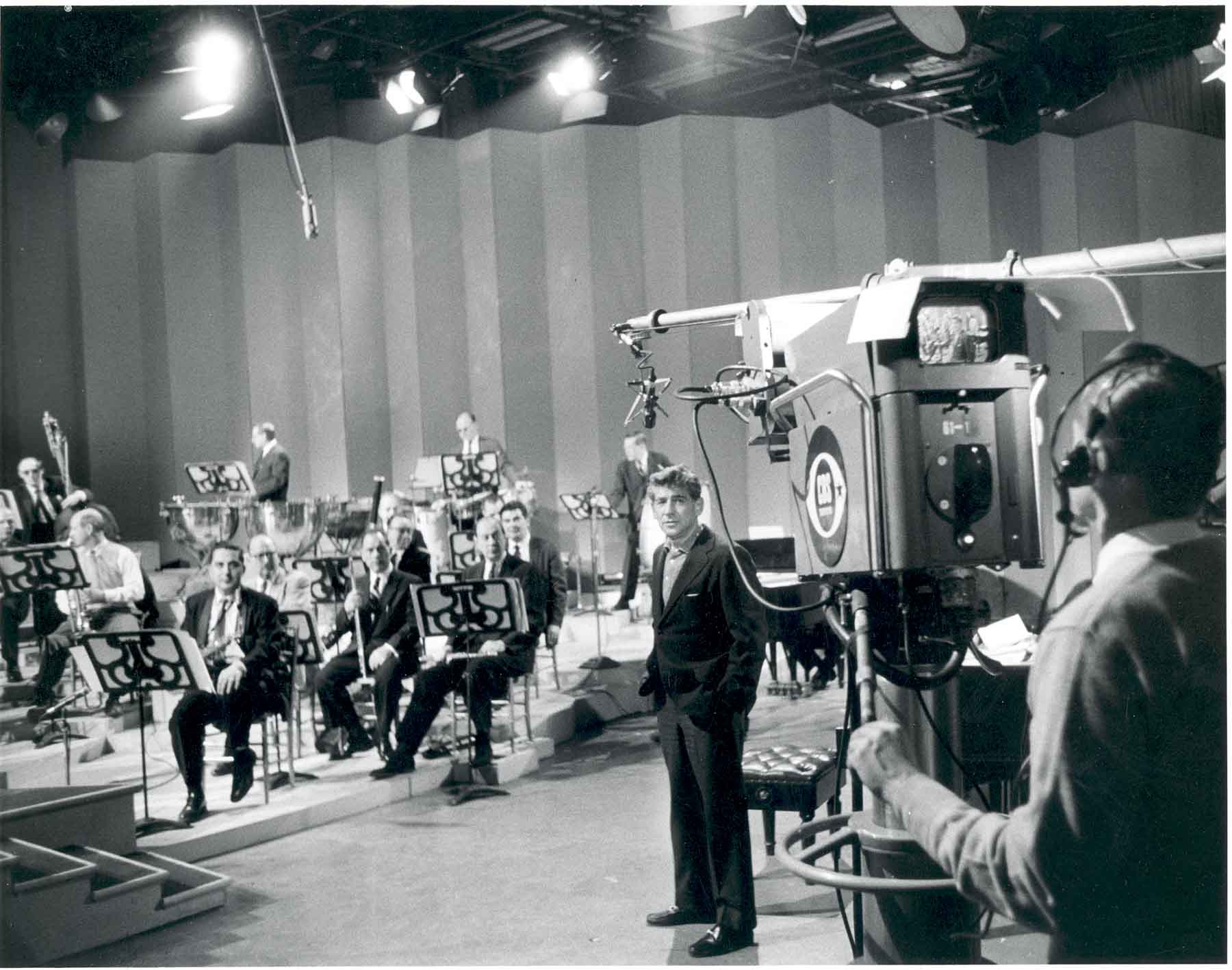
Leonard Bernstein y miembros de la Orquesta Filarmónica en una transmisión televisiva (c. 1948).

La Orquesta Filarmónica de Nueva York (en inglés: New York Philharmonic Orchestra, abreviada como NYPO) es la orquesta sinfónica activa más antigua de Estados Unidos. Establecida en Nueva York, la Filarmónica de Nueva York realiza la mayor parte de sus conciertos en el David Geffen Hall.

## Historia
La orquesta fue fundada por Ureli Corelli Hill en 1842 como la Philharmonic Symphony Society de Nueva York y celebró su primer concierto el 7 de diciembre de aquel año, en que fue interrpretada la Sinfonía n° 5 de Beethoven. Antes hubo otras orquestas en Nueva York, pero ninguna de ellas sobrevivió tanto tiempo. La Filarmónica, sin embargo, se volvió exitosa y creció en popularidad y tamaño durante el siglo XIX. Hacia el fin de aquel siglo, había varias orquestas en la ciudad que competían con ella, como la Orquesta Sinfónica de Boston, que hacía visitas regulares a Nueva York.
En 1893, la Filarmónica, dirigida por Anton Seidl, ofreció el estreno mundial de la Sinfonía n° 9  "Del Nuevo Mundo" de Antonín Dvořák, lo que la ayudó a establecerse como una orquesta de rango internacional. Sin embargo, fue con la reconstitución de la orquesta como una organización profesional a tiempo completo en 1909 que aquello se volvió una realidad. Gustav Mahler, ahora recordado como compositor, pero en su tiempo uno de los más renombrados directores de la escena mundial, fue nombrado el primer director musical de esta nueva orquesta profesional.
La Filarmónica desde entonces ha comisionado nuevas obras a compositores modernos, y ha estado a la vanguardia de los avances técnicos. En 1922, fue la primera orquesta importante que dio conciertos transmitidos en vivo por la radio (un primer concierto también ha sido reclamado por la Orquesta Sinfónica de Detroit). En 1928 la Philharmonic Symphony Society (tal como era aún oficialmente conocida) se unió con su rival largo tiempo la Orquesta Sinfónica de Nueva York para formar la Orquesta Sinfónica Filarmónica de Nueva York, y después adquiriría su nombre actual de Filarmónica de Nueva York.
En 1930, fue la primera en ofrecer transmisiones por toda América. Estos conciertos transmitidos han continuado hasta la actualidad.
Entre 1937 a 1954 la Filarmónica tuvo un nuevo rival: la Orquesta Sinfónica de la NBC, que también estaba establecida en Nueva York, tenía como director a Arturo Toscanini, quien había dirigido antes la Filarmónica, además pagaban altos sueldos, tratando de agrupar a los mejores músicos de América.
La Filarmónica de Nueva York desarrolló y mantiene una reputación como un sobresaliente instrumento para la educación. Sus Young People's Concerts (Conciertos para jóvenes), iniciados por Ernest Schelling el 27 de marzo de 1924 y se hicieron famosos con Leonard Bernstein, fueron transmitidos nacionalmente y son disponibles en CD y en casete.
La orquesta estaba oficialmente establecida en Carnegie Hall hasta 1962, cuando se trasladó a su actual casa del David Geffen Hall, que es parte del Lincoln Center en Nueva York. En junio de 2003, la Filarmónica anunció planes para regresar al Carnegie Hall hacia 2006; bajo presión, Lincoln Center finalmente acordó aumentar sus servicios para conservar la orquesta. La promesa de estas mejoras mantendrá la orquesta en Lincoln Center para el futuro próximo.

## Directores
- Ureli Corelli Hill (1842 - 1847)
- Theodore Eisfeld (1848 - 1865)
- Carl Bergmann (1855 - 1876)
- Leopold Damrosch (1876 - 1877)
- Theodore Thomas (1877 - 1891)
- Anton Seidl (1891 - 1898)
- Emil Paur (1898 - 1902)
- Walter Damrosch (1902 - 1903)
- Vasily Safonov (1906 - 1909)
- Gustav Mahler (1909 - 1911)
- Josef Stransky (1911 - 1923)
- Ignatz Waghalter (1924 - 1925)
- Willem Mengelberg (1922 - 1930)
- Arturo Toscanini (1928 - 1936)
- John Barbirolli (1936 - 1941)
- Artur Rodziński (1943 - 1947)
- Bruno Walter (1947 - 1949)
- Leopold Stokowski (1949 - 1950)
- Dimitri Mitropoulos (1949 - 1958)
- Leonard Bernstein (1958 - 1969; también director laureado, 1943-1990)
- George Szell (1969 - 1970)
- Pierre Boulez (1971 - 1977)
- Zubin Mehta (1978 - 1991)
- Kurt Masur (1991 - 2002)
- Lorin Maazel (2002 - 2009)
- Alan Gilbert (2009 - 2017)
- Jaap van Zweden (2018 - )

## Premios y reconocimientos
- Grammy por el mejor álbum infantil
- Grammy por la mejor interpretación orquestal
- Grammy por la mejor interpretación coral
- Grammy por la mejor interpretación vocal clásica
- Grammy por la mejor interpretación como solista (con orquesta)
- Grammy por el mejor álbum clásico
- Grammy por el mejor trabajo técnico, mención clásica